# Blue Jasmine
Blue Jasmine és una comèdia dramàtica de 2013 escrita i dirigida per Woody Allen i protagonitzada per Cate Blanchett. La història se centra en els canvis socials que viu una dona de l'alta societat de Manhattan que es troba inesperadament a la ruïna i ha d'allotjar-se a casa la seva germana.
La pel·lícula es va estrenar el 26 de juliol de 2013 a Nova York i Los Angeles aconseguint molt bones crítiques, especialment per la interpretació de Cate Blanchett, a la que van comparar amb Vivien Leigh a A Streetcar Named Desire. Gràcies a aquesta pel·lícula, Blanchett va guanyar el seu segon Oscar en la categoria de Millor Actriu, el Globus d'Or a la millor actriu dramàtica i el BAFTA a la millor actriu. La cinta, a més, va rebre dues nominacions més als Oscars per Sally Hawkins (Millor actriu secundària) i Woody Allen (Millor guió original).
A Catalunya es va estrenar doblada al català el desembre de 2013.

## Argument
Jasmine (Cate Blanchett) arriba a San Francisco per deixar enrere el seu passat a Nova York. Amb flashbacks constants, recorda la seva vida glamurosa i benestant a Manhattan mentre va a casa la seva germana Ginger (Sally Hawkins) per buscar refugi. Delirant i atacada pels nervis, Jasmine es veu obligada a enfrontar-se al suïcidi del seu marit i la ruïna completa després que el Govern se li hagi quedat el patrimoni. Hal Francis (Alec Baldwin) havia estat un home de negocis brillant que s'havia enriquit en el sector immobiliari però, havia robat i malversat diners. L'ombra del seu suïcidi i del seu delicte persegueix a la Jasmine que es veu obligada a donar explicacions a tothom. Malgrat que desitja començar de nou, no sap com fer-ho, i les perspectives que veu en el seu futur l'enfonsen encara més. Acostumada a tenir xofer, volar en primera classe, allotjar-se en hotels de luxe i comprar roba de marca, ara haurà de treballar com a secretària d'un dentista per pagar-se un curs d'informàtica i estudiar interiorisme on-line. La seva estada a San Francisco marcarà la seva vida però també trastocarà la de la seva germana.

## Repartiment
- Cate Blanchett: Jeanette "Jasmine" Francis
- Alec Baldwin: Harold "Hal" Francis
- Bobby Cannavale: Chili, el promès de Ginger
- Louis C.K.: Al, l'amant de Ginger
- Andrew Dice Clay: Augie, l'ex-marit de Ginger
- Sally Hawkins: Ginger, la germana de Jasmine
- Peter Sarsgaard: Dwight Westlake, diplomàtic i aspirant a polític
- Michael Stuhlbarg: Dr. Flicker
- Tammy Blanchard: Jane
- Max Casella: Eddie

## Producció
A finals del 2012 es va anunciar que Cate Blanchett estava sent considerada pel paper principal de la pel·lícula. Això es va veure confirmat el juny de 2012 quan es va anunciar el repartiment de la cinta. Per preparar-se en la seva interpretació, Blanchett va explicar que va "observar molt la gent" però, sobretot, quan al final li va tocar posar-se en el lloc de Jasmine, evidentment, va "pensar en el cas Maddoff, perquè aquest fet mostra l'holocaust de la crisi financera. I hi ha moltes, moltes dones com aquella." Va dir que les va seguir i va analitzar detalladament les seves relacions."
La pel·lícula es va rodar el 2012 a Nova York i San Francisco. Letty Aronson, Stephen Tenenbaum i Edward Walson van ser-ne els productors. Sony Pictures Classics va ser l'estudi encarregat de la seva distribució marcant així, la seva sisena col·laboració amb Allen.

## Recaptació
Va ser un èxit de taquilla guanyant 95 milions de dòlars amb un pressupost de només 18.

## Premis i nominacions

### Premis
- 2014: Oscar a la millor actriu per Cate Blanchett
- 2014: Globus d'Or a la millor actriu dramàtica per Cate Blanchett
- 2014: BAFTA a la millor actriu per Cate Blanchett

### Nominacions
- 2014: Oscar a la millor actriu secundària per Sally Hawkins
- 2014: Oscar al millor guió original per Woody Allen
- 2014: Globus d'Or a la millor actriu secundària per Sally Hawkins
- 2014: BAFTA a la millor actriu secundària per Sally Hawkins
- 2014: BAFTA al millor guió original per Woody Allen